# Агиос Хараламбос (дем Кожани)
Агиос Хараламбос или Ишаклар (на гръцки: Άγιος Χαράλαμπος, до 1928 година Ισακλάρ, Исаклар) е село в Гърция, в дем Кожани, област Западна Македония.

## География
Агиос Хараламбос е разположено на 720 m надморска височина, североизточно от Кожани, в югозападните склонове на Каракамен (Вермио).

## История

### В Османската империя
В края на XIX век Ишаклар е турско село в Кожанска каза на Османската империя. Според статистиката на Васил Кънчов („Македония. Етнография и статистика“) през 1900 година в Ашъклар, Кожанска каза, има 319 турци.
На Етнографската карта на Битолския вилает на Картографския институт в София от 1901 година Ишаклар е чисто турско село в Кожанската каза на Серфидженския санджак с 20 къщи.
Според статистика на Серфидженския санджак на гръцкото консулство в Еласона от 1904 година в Исаклар (Ισακλάρ), Кожанска каза, живеят 275 турци.

### В Гърция
През Балканската война в 1912 година в селото влизат гръцки части и след Междусъюзническата в 1913 година остава в Гърция. В 1913 година селото (Ισακλάρ) има 347 жители. През 20-те години населението му се изселва в Турция и на негово място са настанени туркогласни гърци, бежанци от Турция. В 1928 година селото е изцяло бежанско с 63 семейства и 249 жители бежанци.
През 1928 година името на селото е сменено на Агиос Хараламбос.
Населението традиционно произвежда жито, тютюн и други земеделски продукти.
| Име  | Име  | Ново име | Ново име | Описание                           |
| ---- | ---- | -------- | -------- | ---------------------------------- |
| Хани | Χάνι | Пигади   | Πηγάδι   | местност на ЮЗ от Агиос Хараламбос |

| Година    | 1913 | 1920 | 1928 | 1940 | 1951 | 1961 | 1971 | 1981 | 1991 | 2001 | 2011 | 2021 |
| --------- | ---- | ---- | ---- | ---- | ---- | ---- | ---- | ---- | ---- | ---- | ---- | ---- |
| Население | 347  | 388  | 267  | 391  | 331  | 332  | 211  | 187  | 192  | 187  | 144  | 111  |